# 팬 활동주의

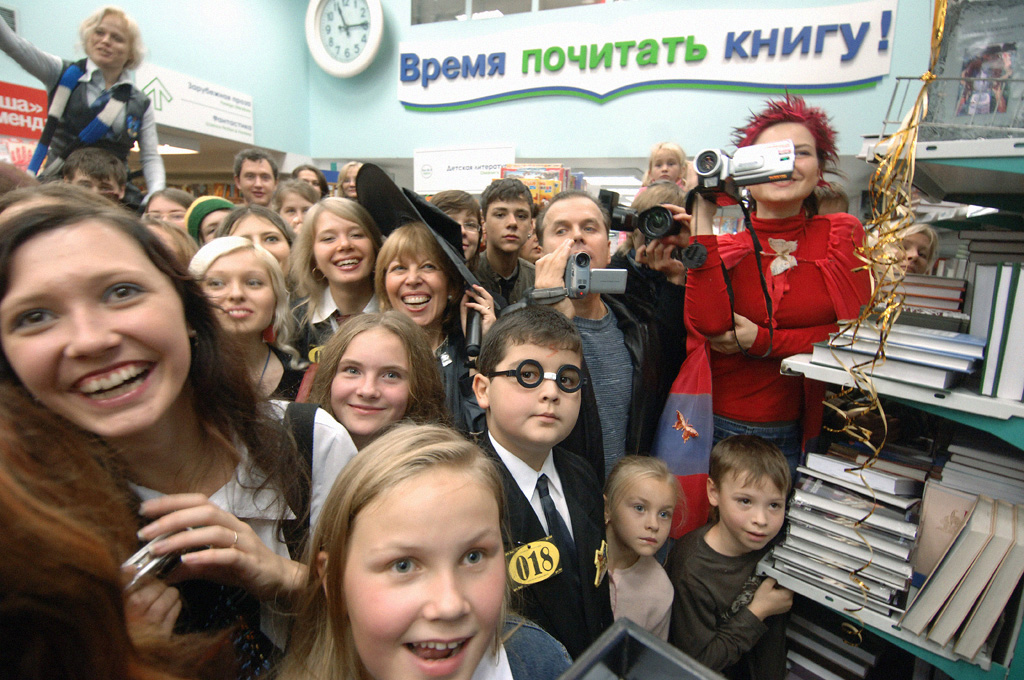
모스크바의 "모스크바" 서점에서 러시아어 번역본 "해리 포터와 죽음의 성물"이 판매되고 있는 모습.

팬 활동주의 또는 팬 액티비즘(Fan activism)은 팬 커뮤니티가 사회적 문제에 대한 인식을 높이거나 팬덤의 대상이 표현하는 이상을 지지하기 위한 노력이다. 팬 활동주의의 부상은 뉴 미디어의 등장에 기인한다. 2012년 카네, 피젤, 리의 정량적 연구에 따르면 청소년의 온라인 관심 기반 활동 참여와 이후의 시민 참여 사이에 통계적으로 유의미한 관계가 있을 수 있음을 시사한다.
2021년과 2022년에 팬 캠페인 조직자들이 작성한 보고서는 팬 활동주의의 네 가지 핵심 가치로 의도성, 상상력, 책임감, 커뮤니티 돌봄을 들었다.
팬 활동주의는 더욱 정치적이고 사회적인 초점을 가지게 되었으며, 팬덤은 팬덤 간의 문제가 아닌 사안에 대해 집단 행동을 취하는 경우가 많다. 학자들은 "팬과 소비자의 활동주의는 그 어느 때보다 가시화되었으며, 오늘날의 점점 더 '참여적인' 미디어 및 엔터테인먼트 환경에서 이러한 활동과 전통적인 시민 및 정치 활동 사이의 경계가 모호해지고 있다"고 말한다.
팬 활동주의의 예시로는 사회적 평등 캠페인, 엔터테인먼트 미디어에서 소수자의 표현, 공동의 가치를 가진 조직을 위한 모금, 텔레비전 프로그램 또는 스포츠 팀의 지속을 위한 캠페인, 그리고 상업적 착취와 저작권 침해 주장으로부터 팬 작품을 방어하는 것 등이 있다. 팬들은 유명인의 지지에 반응하여 이러한 대의를 지지하도록 동원될 수 있다. 그러나 활동가들은 콘텐츠 세계와 팬과 유사한 활동을 정치적 참여를 위해 재구성할 수 있는 자원으로 활용하기도 한다. 예를 들어, 실제 권리 단체들이 서안 지구 빌린 마을과 인도 오리사에서 아바타 (2009년 영화)의 이미지와 전형적인 요소를 사용하여 주류 미디어의 관심을 끈 사례가 있다.
역사적으로 팬 활동주의와 관련된 주목할 만한 그룹으로는 Fandom Forward (이전의 해리 포터 연합), Fans4Writers, 너드파이터리아 및 변형 작품 협회 등이 있다. 최근에는 K-pop 팬들이 다양한 정치적 대의를 위해 조직화되었다.

## 역사
팬 활동주의는 원래 팬들이 좋아하는 텔레비전 프로그램을 살리고자 하는 데 초점을 맞추었다. 예를 들어, 1969년 비조와 존 트림블은 "스타트렉을 살리자"는 편지 쓰기 캠페인을 주도하여 쇼가 더 많은 시리즈로 이어지도록 보장했다. 최근에는 스타게이트 SG-1 팬들이 쇼 취소 루머에 인터넷으로 신속하게 대응했다. 이 경우, 그들은 다양한 웹사이트에서 찾은 정보를 사용하여 네트워크가 TV 쇼에 대해 어떻게 결정을 내리는지 파악하고 쇼의 지속을 주장했다. 이 팬 활동주의가 전통적인 활동주의를 대표하는지에 대한 논쟁이 있다. 팬 활동주의는 팬들과 일부 정치학자들에게 문화 활동주의의 한 형태로 간주되지만, 문헌에서는 종종 간과되며 "고급 문화와 저급 문화 사이의 잔존하는 구분을 시사한다." 진 로든베리는 공상과학 소설과 유토피아적이고 인본주의적인 철학을 연결하고, 나아가 공상과학 소설을 사용하여 성별 및 인종 평등을 지지함으로써 팬 활동가들에게 강력한 기반을 제공했다.
팬 활동주의의 부상은 뉴 미디어의 등장에 기인하며, "정치적 관심과 문화의 혼합에 관한 것이 아니라 정치적 활동주의처럼 보이지만 비정치적 목적을 위해 사용되는 행동"으로 묘사된다. 그럼에도 불구하고, 2012년 카네, 피젤, 리의 정량적 연구에 따르면 청소년의 온라인 관심 기반 활동 참여와 이후의 시민 참여 사이에 통계적으로 유의미한 관계가 있을 수 있음을 시사한다.

## 팬 활동가 그룹
수년간 팬들은 사회 변화를 촉진하기 위한 플랫폼, 그룹, 운동을 만들기 위해 동원되었다. 해리 포터 연합, 인종 변형 운동, 너드파이터와 같은 그룹들은 역사적으로 상당한 관심과 연구를 끌어들였다. 최근에는 K-pop 팬들도 헤드라인을 장식했다.

### Fandom Forward
Fandom Forward (이전에는 해리 포터 연합으로 알려짐)는 원래 해리 포터 팬들에 의해 운영되었지만, 이후 다양한 팬덤의 회원들을 포함하도록 확장된 비영리 단체이다. 이 단체는 앤드류 슬랙이 2005년에 수단에서의 인권 침해에 대한 관심을 끌기 위해 설립했다. 이후 이 단체의 캠페인은 문해력, 미국 이민 개혁, 경제 정의, 성소수자 권리, 성차별, 노동권, 정신 건강, 신체 이미지, 기후 변화와 같은 주제에 초점을 맞추었다. 이들은 해리 포터 커뮤니티의 많은 인기 있는 인물들로부터 인정을 받았으며, 팬 활동주의와 청소년 시민 참여에 대한 여러 학술 연구의 대상이 되었다. 이 단체는 Doctors for Health, 자유 언론, 성소수자-이성애자 연합 등 여러 대의를 지지하는 10만 명 이상의 회원으로 구성되어 있다. 2005년에 비영리 단체의 리더인 앤드류 슬랙에 의해 설립된 이 운동은 해리 포터의 볼드모트에 대항하는 노력을 사회의 주변화된 집단을 억압하는 지배적인 권력 구조에 도전하는 광범위한 목표에 비유한다. HPA는 도움이 필요한 사람들에게 재정적 구호를 제공하는 데 적극적으로 노력해왔다. 예를 들어, 2010년 아이티 지진 이후, HPA는 약 12만 3천 달러를 모금하여 이 중대한 사건 이후 국가에 의료 자원을 공급하는 5대의 화물기를 제공했다. HPA는 또한 회원들을 네 개의 호그와트 기숙사로 조직하여 그룹 연대감을 강화하고 회원들이 사회 및 정치적 문제에 대한 인식을 확산시키도록 장려한다. 해리 포터에서와 마찬가지로, 이 기숙사들은 변화를 고무하고 직접적인 행동을 장려하는 능력에 따라 점수를 얻기 위해 경쟁한다.

### 인종 변형 운동
2010년 실사 영화 라스트 에어벤더가 개봉한 후, 할리우드 영화 산업에서 인종 다양성을 촉진하기 위해 인종 변형 운동이 등장했다. 이 영화는 주로 동아시아 혈통의 주연 캐릭터에 백인 배우를 캐스팅한 것에 대해 비판을 받았다. 비백인 캐릭터의 백인화에 대한 항의의 한 형태로, 팬 커뮤니티는 소수 집단의 공정한 표현을 옹호하기 위해 Racebending.com 웹사이트를 만들었다. 이 사이트에서 많은 사용자들이 활동적인 커뮤니티 구성원들 사이에서 논쟁을 촉발하는 댓글을 게시한다. 이 운동은 텀블러 (마이크로블로그)에서도 강력한 존재감을 보이며, 사용자들은 브루스 웨인, 헤르미온느 그레인저, 루크 스카이워커와 같은 전통적으로 백인 캐릭터에 유색인종을 캐스팅한다.

### 너드파이터
행크와 존 그린은 형제가 1년 동안 격일로 유튜브에 영상을 올리는 브라더후드 2.0 프로젝트를 통해 인기를 얻은 후 2007년에 너드파이터 커뮤니티를 만들었다. 해리 포터 연합이나 인종 변형 운동과 같은 팬 활동가 그룹과 달리, 너드파이터 커뮤니티는 변화 촉진에만 노력을 기울이지 않는다. 오히려 이 커뮤니티는 음악, 소설, 그리고 다른 형태의 미디어를 도전, 장난, 게임과 결합하는 다면적인 창의적 결과물을 가지고 있다. 너드파이터 커뮤니티의 활동은 행크와 존 그린의 작품과 관심사에서 파생된다. 예를 들어, 커뮤니티의 긍정적 장난 프로젝트는 존 그린의 소설 종이 도시와 알래스카를 찾아서에서 볼 수 있는 것과 유사한 장난으로 구성된다. 그린의 책과 너드파이터 사이의 공통점은 타인에 대한 존중을 강화하는 환경 조성, 지적 및 철학적 신념, 언어 유희, 그리고 모두에게 더 나은 세상을 만들겠다는 목표를 포함한다.

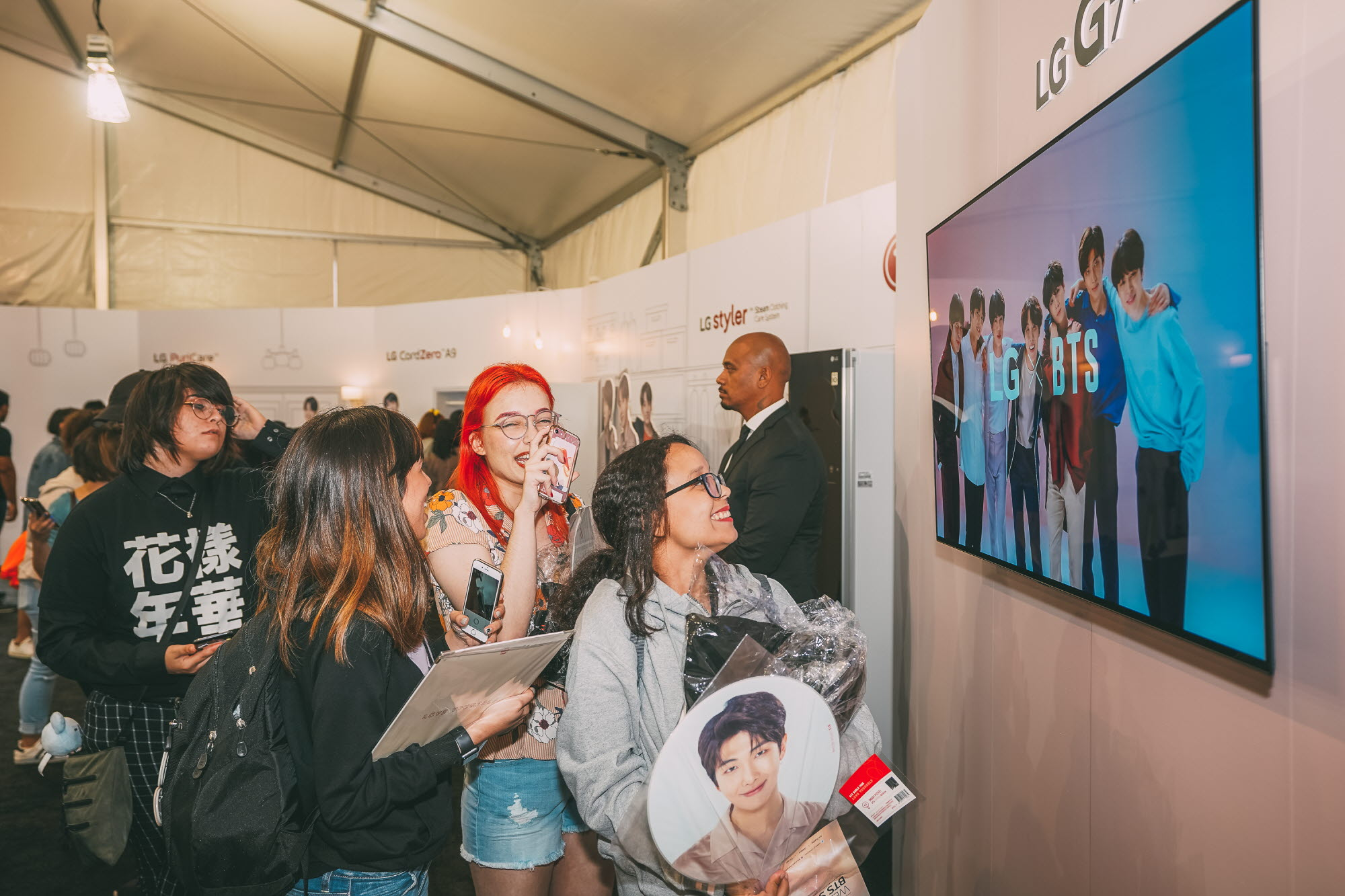
로스앤젤레스에서 열린 방탄소년단 월드 투어 콘서트 '러브 유어셀프'의 팬들

### K-pop 팬
K-pop 팬들은 정치적 공간에서 조직화하는 것으로 유명하다. 처음에는 K-pop과 음악을 만드는 아이돌에 대한 공유된 사랑 때문에 온라인에서 공동체를 형성했지만, 나중에는 "온라인 자경단으로 유명해졌다". K-pop 팬들은 수년 동안 인권 캠페인부터 교육 프로그램에 이르기까지 모든 종류의 활동에 참여하는 것으로 인용되며, 종종 그들이 사랑하는 아이돌을 기리거나 기념하기 위함이다. 2020년, K-pop 커뮤니티의 많은 하위 집단은 도널드 트럼프의 재선 캠페인의 일환으로 열린 집회를 방해하기 위한 운동을 시작했다. 이 집회는 오클라호마 털사의 BOK 센터에서 19,000석 규모로 개최되었다. 트럼프 캠페인은 2016년에 이 행사를 위해 백만 건의 티켓 요청을 받았다고 보고했다. 수용 인원과 요청에도 불구하고, 털사 소방서는 소방관이 스캔된 참석자 티켓 수를 6,200장으로 집계했다고 보고했다.
많은 사람들은 이것이 트럼프 캠페인이 지지자들에게 무료 티켓을 등록하도록 초대하는 트윗을 올린 후, 대량으로 티켓을 요청하기 시작한 K-pop 팬들의 소행이라고 믿는다. 그들은 참석하지 않을 것을 알면서도 그렇게 했고, 다른 사람들에게도 그렇게 하도록 소셜 미디어 플랫폼에 지시를 공유했다. 특히 틱톡의 소셜 미디어 게시물은 이 아이디어가 퍼지면서 수백만 건의 조회수를 기록했으며, 이 운동은 "장난을 치고 많은 활동주의를 하는 조용한 공간"인 "Alt" 또는 "Elite" 틱톡을 찾았다. 소셜 게시물이 더 많은 조회수를 얻고 더 많은 사람들이 자신만의 콘텐츠를 만들면서, 이 두 하위 집단 밖의 많은 젊은 인터넷 사용자들도 참여하기 시작했다. K-pop과 젊은 소셜 미디어 사용자들은 텅 빈 행사장에 대해 스스로 공을 돌리고 언론도 이러한 하위 집단에 이 행사를 귀속시켰지만, 그들이 책임이 있다는 것을 완전히 증명하기는 어렵다. 집회 전에 티켓 예약을 장려하기 위해 만들어진 소셜 게시물은 "캠페인의 게릴라적 성격을 보장하기 위해 전략적으로 삭제되었고, 코로나바이러스감염증-19에 대한 우려가 티켓 소지자의 참석 욕구를 더욱 감소시켰을 수 있다".
또한 2020년에 K-pop 팬들은 Black Lives Matter 운동에 적극적으로 참여하여 돈을 모으고 운동 반대자들이 시작한 해시태그를 침투했다. 조지 플로이드 사망 사건 이후 시위 중 특정 사례에서 K-pop 팬들은 댈러스 경찰국에 기술적 어려움을 야기했다. 경찰국은 iWatch Dallas 앱을 통해 "불법 활동 시위" 영상을 공유해 달라는 트윗을 보냈다. 곧이어, 다른 트윗은 K-pop 팬들에게 대신 팬캠을 앱으로 보내라고 촉구했다. 스팸을 장려하는 트윗이 있은 지 두 시간 후, 댈러스 경찰은 "기술적인 문제로 인해 iWatch Dallas 앱이 일시적으로 중단됩니다"라고 트윗했다. 이 앱은 또한 4,000개 이상의 평점과 리뷰를 받았는데, 대부분 부정적이었다. 이 사건에 대한 보도 자료에서 댈러스 경찰은 앱이 일시적으로 중단된 원인을 밝히지 않고, 원인이 "여전히 파악 중"이라고 밝혔다. 앱은 잠시 후 다시 활성화되었다.